# Marc Murtra
Marc Thomas Murtra Millar (Blackburn, Inglaterra, 1972), más conocido como Marc Murtra, es un ingeniero y empresario español, actual presidente ejecutivo de Telefónica desde enero de 2025. Anteriormente fue presidente de Indra entre 2021 y 2025. También es patrón de la Fundación Bancaria “la Caixa" y consejero de ITP Aero. 

## Biografía
Hijo de un cirujano cardíaco, nació en Blackburn, Reino Unido, estudió ingeniería industrial y se especializó en Mecánica de Máquinas en la Escuela Técnica Superior de Ingeniería Industrial de Barcelona (ETSEIB), parte de la Universidad Politécnica de Cataluña. Al finalizar, completó sus estudios con un MBA en Nueva York, en la New York University-Leonard N. Stern School of Business, donde aprendió de la mano de economistas como Paul Krugman o Paul Samuelson, entre otros.
Comenzó a trabajar como ingeniero en la industria nuclear en British Nuclear Fuels Ltd en Reino Unido, y continuó como consultor de estrategia en DiamondCluster, donde trabajó para grandes empresas tecnológicas. La empresa es proveedora de empresas como Retevisión (actual Cellnex).
En 2003 hizo un cambio de sector, cuando fue nombrado director de la emisora Ràdio Estel y más adelante gerente de Barcelona Televisió.
Entre 2006 y 2011 ocupó varios cargos en el sector público: gerente de servicios sociales del Ayuntamiento de Barcelona, director general de Red.es (2006) y jefe de gabinete de Joan Clos durante su etapa como Ministro de Industria (2006- 2008).
En 2011 regresó al sector privado y creó la empresa de inversiones Crea Inversión, y posteriormente en 2020 entró a trabajar como socio gerente de la empresa de inversiones Closa Investment Bankers. Desde 2017 trabaja como profesor adjunto de economía y empresa en la Universidad Pompeu Fabra.
A lo largo de su trayectoria es o ha sido consejero de diversos organismos, incluyendo la Fundación la Caixa, Paradores de Turismo de España y del Instituto Nacional de Tecnologías de la Información (Inteco). Durante dos años colaboró con el Diario Ara escribiendo columnas de opinión. Desde 2018 lo hizo en La Vanguardia, donde escribía una columna mensual. En febrero de 2025 deja de publicar en este medio.
En 2021 fue nombrado Presidente de Indra a propuesta del Gobierno de España, en sustitución de Fernando Abril-Martorell. Desde 2022, y hasta finales de enero de 2025, fue consejero independiente de Ebro Foods, S.A. En 2023, tras la adquisición por parte de Indra de una participación significativa de ITP Aero, Murtra pasó a formar parte de su consejo de administración.
En enero de 2025, fue nombrado presidente de Telefónica como reemplazo de José María Álvarez-Pallete a propuesta de la Sociedad Estatal de Participaciones Industriales (SEPI).